# Little Fish Lake Provincial Park
Little Fish Lake Provincial Park är en park i Kanada.   Den ligger i provinsen Alberta, i den centrala delen av landet, 2 700 km väster om huvudstaden Ottawa. Little Fish Lake Provincial Park ligger 899 meter över havet. Den ligger vid sjön Little Fish Lake.
Terrängen runt Little Fish Lake Provincial Park är platt, och sluttar söderut. Trakten runt Little Fish Lake Provincial Park är nära nog obefolkad, med mindre än två invånare per kvadratkilometer..
Trakten runt Little Fish Lake Provincial Park består i huvudsak av gräsmarker.